# Ochroepalpus ochraceus
Ochroepalpus ochraceus är en tvåvingeart som beskrevs av Townsend 1927. Ochroepalpus ochraceus ingår i släktet Ochroepalpus och familjen parasitflugor. Inga underarter finns listade i Catalogue of Life.